# Befestigungstechnik

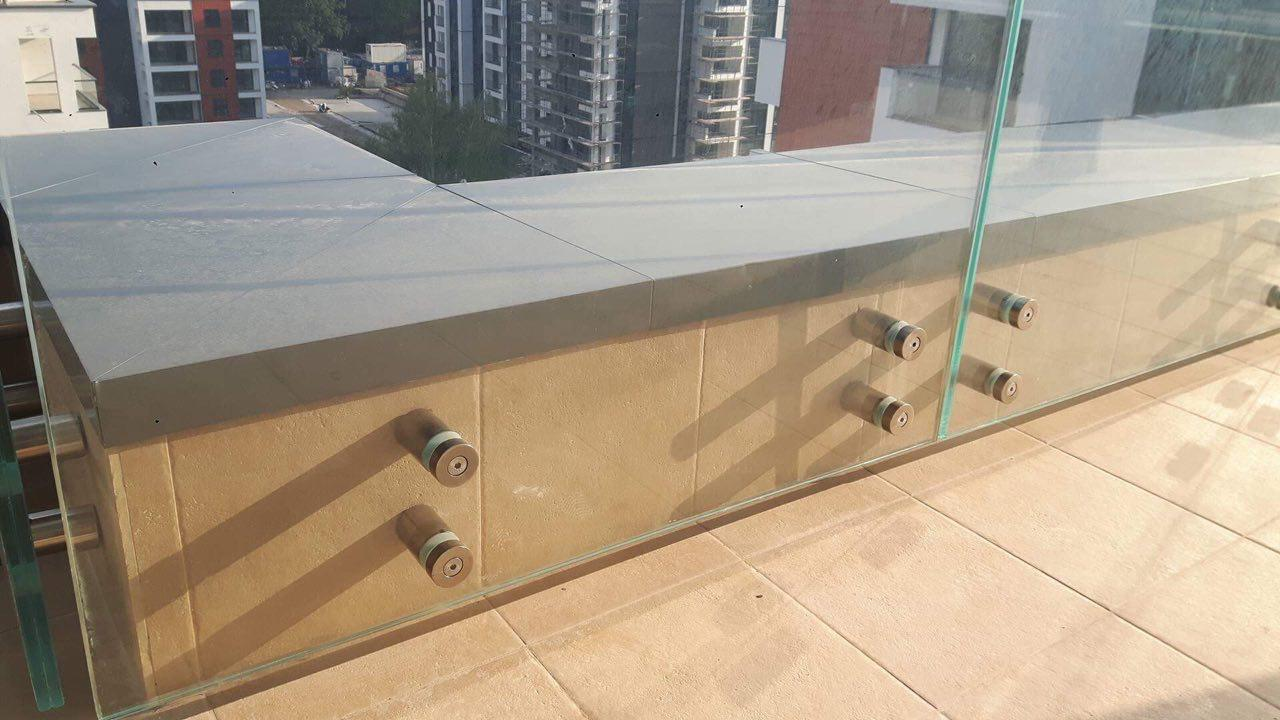
Befestigungselemente eines gläsernen Geländers

Elemente der Befestigungstechnik werden im Bauwesen überwiegend zur Befestigung von Bauteilen im Baukörper eingesetzt, also etwa in Stahlbeton, Mauerwerk, Holzbauteilen und Trockenbaukonstruktionen.
Die Befestigungstechnik kann als Teilbereich der Verbindungstechnik angesehen werden.

## Techniken
- Bolzen mit Bolzensetztechnik
- Dübel aus Metall oder Kunststoff
- Anker
  - Schwerlastanker
  - Verbundanker
- Bolzenschweißen
- Nageln
- Nietverbindung
- Verschraubung
- Tackern – etwa zur Befestigung von Folien, Stoffen, dünnen Platten und Dämmmaterialien
- Winkelverbinder

Als Werkzeuge werden insbesondere Bohrer für Stein und Beton eingesetzt.
Außerhalb des Bauwesens, also etwa in der Fahrzeugtechnik und im Maschinenbau werden vor allem Schrauben, Bolzen und Nieten zur Befestigung eingesetzt.

## Wirtschaft

### Klassifizierung
Die Herstellung von Befestigungstechnik ist in der Statistischen Systematik der Wirtschaftszweige in der Europäischen Gemeinschaft (NACE) auf mehrere Branchen des Verarbeitenden Gewerbes (Branchencode C) aufgeteilt, der Herstellung von Kunststoffwaren speziell von Baubedarfsartikeln aus Kunststoffen (Branchencode 22.23), der Herstellung von Metallerzeugnissen speziell von Schrauben und Nieten (Branchencode 25.94) und der Branchen der Werkzeugherstellung. In Deutschland gilt die von NACE abgeleitete Klassifikation der Wirtschaftszweige WZ 2008, in Österreich die ebenfalls von NACE abgeleitete ÖNACE.

### Hersteller für Befestigungstechnik
Hersteller für Befestigungstechnik sind z. B. A Raymond, BTI Befestigungstechnik, Fischerwerke, Hilti AG oder die Würth-Gruppe.